# Jan Liberda
Jan Konrad Liberda (ur. 26 listopada 1936 w Bytomiu, zm. 6 lutego 2020 tamże) – polski piłkarz występujący na pozycji napastnika, związany przez niemal całą karierę z Polonią Bytom, trener. Dwukrotny mistrz Polski, zdobywca Pucharu Intertoto i Pucharu Ameryki, dwukrotny król strzelców ekstraklasy, reprezentant Polski.

## Kariera klubowa
Jako młody chłopak chciał zostać piłkarzem bytomskiej Polonii, nie był jednak dostrzegany przez trenerów dziecięcych zespołów tego klubu. W 1949 zapisał się wobec tego do Budowlanych Chorzów, gdzie występował pod nazwiskiem Bartłamowicz. W kolejnym roku został w końcu członkiem Polonii, występującej w latach 1950–1955 pod szyldem Ogniwa Bytom. Do afiliacji doszło 2 maja 1950. Idolem Liberdy w pierwszej drużynie był Kazimierz Trampisz, od którego przejął kresowy akcent.
W I lidze Liberda zadebiutował 5 września 1954 w meczu z Ogniwem Kraków (0:1). Spotkanie zostało później unieważnione i powtórzone, jednak za ten występ został mistrzem Polski 1954. Przez kilkanaście kolejnych lat był podstawowym graczem Polonii, w której występował w linii ataku na pozycji lewego łącznika. Dwukrotnie zdobył tytuł króla strzelców ekstraklasy: w 1959 zdobył 21 bramek (tyle samo co Ernest Pol), a w 1962 wystarczyło mu 16 trafień. W 1962 zdobył z Polonią drugie mistrzostwo Polski – w finałowym dwumeczu o tytuł z Górnikiem Zabrze (4:1, 1:2) zdobył dwie bramki – a w 1965 europejski Puchar Intertoto, zwyciężając w finale z SC Leipzig (0:3, 5:1). Polonia to jedyna w historii polska drużyna, która zdobyła jakiekolwiek kontynentalne trofeum. Również w 1965 Ślązacy sięgnęli po Puchar Ameryki, triumfując w finale amerykańsko-europejskich rozgrywek International Soccer League (Interliga) rozgrywanym z Duklą Praga (2:0, 1:1). Liberda został wybrany najlepszym zawodnikiem tamtej edycji Interligi.
Mimo przeciętnych warunków fizycznych Liberda słynął z techniki, pracowitości i skuteczności oraz talentu przywódczego i waleczności. Z powodu swojego charakteru bywał zawieszany za dyskusje z sędziami i działaczami. W 1958 poprzez pobyt w Śląsku Wrocław chciała go przejąć Legia Warszawa, jednak jej zamiary udaremnił I sekretarz Komitetu Wojewódzkiego Polskiej Zjednoczonej Partii Robotniczej w Katowicach Edward Gierek. Liberda w ciągu swojej kariery miał wiele propozycji z innych polskich klubów, wszystkie jednak odrzucał. W I lidze zagrał dla Polonii 304 razy, zdobył najwięcej bramek w historii klubu – 146. W sezonie 1962 jego szesnaście goli stanowiło 5,86% wszystkich trafień ligowych piłkarzy tamtej edycji MP – po nim już nikt nie osiągnął takiego współczynnika. Pozostaje też ostatnim, który w jednym sezonie polskiej ligi strzelił więcej goli niż było kolejek do rozegrania oraz jedynym w historii, który w pięciu kolejnych edycjach ekstraklasy trafiał do siatki co najmniej piętnaście razy. Przez wielu uznawany jest za najlepszego piłkarza Polonii w historii.
W 1969 wyjechał za ocean, gdzie krótko bronił barw polonijnego zespołu Chicago Eagles. Pod koniec tamtego roku został graczem holenderskiego AZ '67. W sezonie 1969/70 osiągnął z tym zespołem ćwierćfinał pucharu kraju, jednak już rok później drużyna spadła z ekstraklasy. Liberda zagrał w Holandii w lidze i pucharze 51 razy, zdobywając dwie bramki.
Pod koniec rundy wiosennej sezonu 1970/71 wrócił na krótko do Polonii, by w kolejnym sezonie zostać grającym asystentem trenera drugoligowego GKS Katowice. Rychło zakończył karierę.

## Kariera międzynarodowa
W 1955 znalazł się w kadrze prowadzonej przez Kazimierza Górskiego reprezentacji Polski U-18 na rozgrywany we Włoszech Turniej Młodzieżowy UEFA. Zorganizowano w nim wyłącznie fazę grupową; Polacy w grupie C zajęli trzecie miejsce, za Bułgarią i Hiszpanią, a przed Irlandią Północną. W kolejnych latach Liberda występował też w państwowej drużynie młodzieżowej (U-23).

Maracanã, arena w Rio de Janeiro, na której polscy piłkarze przegrali w 1966 towarzyski mecz z Brazylijczykami 1:2.

W pierwszej reprezentacji Polski zadebiutował 20 maja 1959 w rozegranym w Hamburgu meczu z Niemcami Zachodnimi (1:1). Bramkę dla Polaków Krzysztof Baszkiewicz zdobył z podania Liberdy.
W 1960 zdobył jedną z bramek w spotkaniu kadry Polski z brazylijskim klubem Santos FC (2:5) na Stadionie Śląskim w Chorzowie. Dwukrotnie dla gości trafił Pelé, wówczas młoda gwiazda światowego futbolu. W 1966 podczas tournée polskiego zespołu po Ameryce Południowej Liberda zdobył wszystkie trzy bramki dla biało-czerwonych w dwóch spotkaniach z Brazylią (1:4, 1:2) i Argentyną (1:1). Drugi pojedynek z Canarinhos (w ich składzie znaleźli się m.in. Pelé i Garrincha) rozegrano na obiekcie Maracanã; Liberda jest jedynym Polakiem, który strzelił gola na tym stadionie. Mecz ten obserwowało ponad 130 000 widzów, co jest rekordem polskiej reprezentacji. Po spotkaniach z Latynosami bytomianin zyskał przydomek Biały Pelé.
Łącznie w reprezentacyjnym zespole A zagrał 35 razy, zdobywając osiem goli. Występował w meczach towarzyskich oraz eliminacjach do mistrzostw świata, Europy i zawodów olimpijskich. Międzynarodową karierę zakończył w 1967 po meczu z ZSRR (0:1) w eliminacjach olimpijskich. Nie pojechał pociągiem na rewanż do Moskwy po tym, jak poczuł się zlekceważony przez sztab szkoleniowy odmową podejścia któregoś z jego członków do telefonu, gdy dzwonił do niego z Rzepina, niedaleko przejścia granicznego, oczekując na sprowadzanego z Niemiec Zachodnich Forda Taunusa. Za tę zuchwałą reakcję niektórzy działacze domagali się dla zawodnika wieloletniej dyskwalifikacji, lecz po raz kolejny pomógł mu Edward Gierek, wyciszając aferę. Piłkarz w reprezentacji więcej jednak nie zagrał.

## Kariera trenerska
Po krótkim epizodzie w Katowicach, w latach 1972–1975 pracował jako szkoleniowiec w pierwszoligowym Zagłębiu Sosnowiec. Był asystentem Antoniego Brzeżańczyka, Czesława Uznańskiego i Nándora Bányaia, prowadził też zespół samodzielnie oraz w duetach z Uznańskim i Kazimierzem Trampiszem.
W kolejnych latach pracował w CKS Czeladź oraz klubach zachodnioniemieckich: TuS Schloß Neuhaus (1977–1978 oraz krótko na przełomie grudnia 1982 i stycznia 1983) i VfB Oldenburg (1983–1984).
Drugoligową bytomską Polonię obejmował dwukrotnie, jej piłkarzy szkolił najpierw w latach 1980–1982, a następnie w rundzie jesiennej sezonu 1991/92.

## Życie prywatne
Liberda pochodził z polskiej rodziny osiadłej w bytomskiej dzielnicy Rozbark w ówczesnych granicach Niemiec. Miał dwóch braci. W 1975 został absolwentem AWF w Katowicach, uzyskując tytuł trenera II klasy. Posiadał też wykształcenie technika górnika i ślusarza. Miał żonę Teresę oraz syna.
Przez długie lata, od początków XXI wieku cierpiał na chorobę Alzheimera, przez którą po jakimś czasie stracił kontakt z rzeczywistością. Zmarł w rodzinnym mieście w wieku 83 lat. Pochowany został 11 lutego 2020 na cmentarzu Świętej Trójcy w Bytomiu.

## Statystyki

### Klubowe
| Klub               | Sezon              | Liga               | Liga  | Liga   | Puchar | Puchar | Europa | Europa | Inne  | Inne   | Suma  | Suma   |
| Klub               | Sezon              | Liga               | Mecze | Bramki | Mecze  | Bramki | Mecze  | Bramki | Mecze | Bramki | Mecze | Bramki |
| ------------------ | ------------------ | ------------------ | ----- | ------ | ------ | ------ | ------ | ------ | ----- | ------ | ----- | ------ |
| Ogniwo Bytom       | 1954               | I liga             | 1     | 0      | 0      | 0      | –      | –      | –     | –      | 1     | 0      |
| Polonia Bytom      | 1955               | I liga             | 14    | 2      | 2      | 1      | –      | –      | –     | –      | 16    | 3      |
| Polonia Bytom      | 1956               | II liga            |       |        | 3      | 3      | –      | –      | –     | –      |       |        |
| Polonia Bytom      | 1957               | I liga             | 22    | 9      | –      | –      | –      | –      | –     | –      | 22    | 9      |
| Polonia Bytom      | 1958               | I liga             | 20    | 5      | –      | –      | 2      | 0      | –     | –      | 22    | 5      |
| Polonia Bytom      | 1959               | I liga             | 22    | 21     | –      | –      | –      | –      | –     | –      | 22    | 21     |
| Polonia Bytom      | 1960               | I liga             | 22    | 15     | –      | –      | –      | –      | –     | –      | 22    | 15     |
| Polonia Bytom      | 1961               | I liga             | 26    | 15     | –      | –      | –      | –      | –     | –      | 26    | 15     |
| Polonia Bytom      | 1962               | I liga             | 14    | 16     | 3      | 2      | –      | –      | –     | –      | 17    | 18     |
| Polonia Bytom      | 1962/1963          | I liga             | 26    | 16     |        | 4      | 4      | 1      | –     | –      | 26    | 20     |
| Polonia Bytom      | 1963/1964          | I liga             | 25    | 13     |        | 1      | –      | –      |       |        | 25    | 14     |
| Polonia Bytom      | 1964/1965          | I liga             | 26    | 12     |        | 0      | –      | –      |       |        | 26    | 12     |
| Polonia Bytom      | 1965/1966          | I liga             | 24    | 8      |        | 0      | –      | –      |       |        | 24    | 8      |
| Polonia Bytom      | 1966/1967          | I liga             | 26    | 8      |        | 0      | –      | –      |       |        | 26    | 8      |
| Polonia Bytom      | 1967/1968          | I liga             | 13    | 2      |        | 0      | –      | –      |       |        | 13    | 2      |
| Polonia Bytom      | 1968/1969          | I liga             | 20    | 3      |        | 0      | –      | –      | –     | –      | 20    | 3      |
| Polonia Bytom      | Ogólnie            | Ogólnie            | 301   | 145    | 8      | 11     | 6      | 1      |       |        | 315   | 157    |
| AZ '67             | 1969/1970          | Eredivisie         | 16    | 1      | 3      | 1      | –      | –      | –     | –      | 19    | 2      |
| AZ '67             | 1970/1971          | Eredivisie         | 30    | 0      | 2      | 0      | –      | –      | –     | –      | 32    | 0      |
| AZ '67             | Ogólnie            | Ogólnie            | 46    | 1      | 5      | 1      | –      | –      | –     | –      | 51    | 2      |
| Polonia Bytom      | 1970/1971          | I liga             | 3     | 1      | 0      | 0      | –      | –      | 0     | 0      | 3     | 1      |
| GKS Katowice       | 1971/1972          | II liga            |       |        |        | 0      | –      | –      | –     | –      |       |        |
| Ogólnie w karierze | Ogólnie w karierze | Ogólnie w karierze | 350   | 147    | 13     | 12     | 6      | 1      |       |        | 369   | 160    |

### Międzynarodowe
| Polska  | Polska | Polska |
| Rok     | Mecze  | Gole   |
| ------- | ------ | ------ |
| 1959    | 5      | 2      |
| 1960    | 2      | 0      |
| 1961    | 2      | 0      |
| 1962    | 3      | 0      |
| 1964    | 3      | 2      |
| 1965    | 8      | 0      |
| 1966    | 10     | 4      |
| 1967    | 2      | 0      |
| Ogólnie | 35     | 8      |

| Lp. | Data                | Miejsce                                           | Występ | Przeciwnik | Gol na | Wynik | Rozgrywka            |
| --- | ------------------- | ------------------------------------------------- | ------ | ---------- | ------ | ----- | -------------------- |
| 1.  | 21 czerwca 1959     | Stadion Olimpijski, Wrocław, Polska               | 2      | Izrael     | 3:0    | 7:2   | Towarzyski           |
| 2.  | 21 czerwca 1959     | Stadion Olimpijski, Wrocław, Polska               | 2      | Izrael     | 7:2    | 7:2   | Towarzyski           |
| 3.  | 7 października 1964 | Råsunda, Solna, Szwecja                           | 15     | Szwecja    | 2:2    | 3:3   | Towarzyski           |
| 4.  | 7 października 1964 | Råsunda, Solna, Szwecja                           | 15     | Szwecja    | 3:2    | 3:3   | Towarzyski           |
| 5.  | 5 czerwca 1966      | Estádio Magalhães Pinto, Belo Horizonte, Brazylia | 26     | Brazylia   | 1:0    | 1:4   | Towarzyski           |
| 6.  | 8 czerwca 1966      | Maracanã, Rio de Janeiro, Brazylia                | 27     | Brazylia   | 1:2    | 1:2   | Towarzyski           |
| 7.  | 11 czerwca 1966     | Estadio Monumental, Buenos Aires, Argentyna       | 28     | Argentyna  | 1:1    | 1:1   | Towarzyski           |
| 8.  | 2 października 1966 | Stadion Pogoni, Szczecin, Polska                  | 31     | Luksemburg | 2:0    | 4:0   | ME 1968 – eliminacje |

## Sukcesy

### Klub
Polonia Bytom
- I liga Mistrz: 1954, 1962
- I liga Wicemistrz: 1958, 1959, 1961
- I liga Trzecie miejsce: 1965/1966, 1968/1969
- Puchar Polski Finał: 1963/1964
- Puchar Intertoto Zwycięstwo: 1964/1965
- Puchar Intertoto Finał: 1963/1964
- International Soccer League Zwycięstwo: 1965
- II liga Mistrzostwo i awans do I ligi: 1956

### Indywidualne
Polonia Bytom
- I liga Król strzelców: 1959 (21 bramek), 1962 (16 bramek)
- Złote Buty: 1962
- Piłkarz Roku Przeglądu Sportowego: 1966